# Hiland Park
Hiland Park és una concentració de població designada pel cens dels Estats Units a l'estat de Florida. Segons el cens del 2000 tenia 999 habitants.

## Demografia
Segons el cens del 2000, Hiland Park tenia 999 habitants, 372 habitatges, i 277 famílies. La densitat de població era de 341,3 habitants/km².
Dels 372 habitatges en un 31,5% hi vivien nens de menys de 18 anys, en un 55,1% hi vivien parelles casades, en un 13,7% dones solteres, i en un 25,5% no eren unitats familiars. En el 19,1% dels habitatges hi vivien persones soles el 6,5% de les quals corresponia a persones de 65 anys o més que vivien soles. El nombre mitjà de persones vivint en cada habitatge era de 2,66 i el nombre mitjà de persones que vivien en cada família era de 2,99.
Per edats la població es repartia de la següent manera: un 24,2% tenia menys de 18 anys, un 9,4% entre 18 i 24, un 28% entre 25 i 44, un 26,5% de 45 a 60 i un 11,8% 65 anys o més.
L'edat mediana era de 38 anys. Per cada 100 dones de 18 o més anys hi havia 90,7 homes.
La renda mediana per habitatge era de 37.896 $ i la renda mediana per família de 39.129 $. Els homes tenien una renda mediana de 29.315 $ mentre que les dones 17.734 $. La renda per capita de la població era de 17.987 $. Entorn del 12% de les famílies i el 19,3% de la població estaven per davall del llindar de pobresa.

## Poblacions més properes
El següent diagrama mostra les poblacions més properes.